# SMAP (satellite)
Pour les articles homonymes, voir SMAP.
SMAP (Soil Moisture Active and Passive mission) est une mission d'observation de la Terre de la NASA utilisant un satellite de télédétection dont le lancement a eu lieu le 31 janvier 2015. Cette mission spatiale fait partie du programme Earth Observing System qui regroupe un ensemble de satellites de la NASA chargés de collecter des données sur de longues périodes sur la surface de la Terre, la biosphère, l'atmosphère terrestre et les océans de la Terre. Le satellite et ses instruments sont réalisés par deux établissements de la NASA : le Jet Propulsion Laboratory et le Centre de vol spatial Goddard.
SMAP a pour objectif de mesurer l'humidité du sol et les zones de gel/dégel de l'ensemble de la planète tous les deux à trois jours. Pour ce faire il embarque deux instruments, un radiomètre et un radar, qui partagent le même réflecteur de 6 mètres de diamètre. Peu après son lancement un composant du radar tombe en panne et seul le radiomètre continue de fonctionner. La durée initiale de la mission était de 3 ans mais il continue à fournir des données en 2024. Le cout total de la mission y compris les opérations en orbite durant la mission primaire de 3 ans est de 916 millions US$

## Contexte

### Humidité du sol et cycle de l'eau
La mesure de l'humidité du sol est une donnée clé pour évaluer les processus d'évaporation et de transpiration qui interviennent à l'interface entre le sol et l'atmosphère. Dans la mesure où de grandes quantités d'énergie sont nécessaires pour faire passer l'eau à l'état de vapeur, l'humidité du sol joue un rôle majeur dans la balance des flux d'énergie. L'humidité du sol détermine la vitesse d'évaporation de la surface et met ainsi en relation le cycle de l'eau et le cycle de l'énergie. Aussi les variations de l'humidité du sol ont un impact sur l'évolution du temps (météorologie) et du climat en particulier au-dessus des régions continentales.
L'évaporation produite par la transpiration des plantes implique des échanges de vapeur d'eau et de dioxyde de carbone par le biais du processus de photosynthèse. Lorsque l'humidité du sol est basse et les racines des plantes ne disposent pas de suffisamment d'eau, cette transpiration est réduite. Par son impact sur ce taux de transpiration, l'humidité du sol met en relation le cycle de l'eau et le cycle du carbone. L'humidité du sol assure le rôle de pont entre les trois cycles (énergie, eau, carbone) qui déterminent notre climat global ainsi que la disponibilité en eau et les températures au niveau régional. Une mauvaise évaluation de la manière dont ces trois cycles sont liées a des répercussions à la fois sur les prévisions météorologiques et sur le climat du futur. Les mesures de l'humidité du sol par SMAP contribuent à réduire les erreurs de paramétrage de ce lien dans les modèles. À ce titre, les données recueillies contribuent à réduire les incertitudes des prévisions météorologiques et de l'évolution du climat.
Les simulations effectuées avec les différents modèles récents de l'impact des gaz à effet de serre sur le climat convergent pour ce qui est du changement de la température mais divergent de manière significative en ce qui concerne l'évolution de l'humidité du sol et la disponibilité des ressources en eau. Les données recueillies par SMAP doivent permettre d'améliorer les performances des  modèles de prévision météorologique et des modèles climatiques saisonniers.
L'humidité du sol et l'état de gel/dégel jouent également un rôle clé dans le cycle du carbone. La capture et la libération de carbone au niveau des régions boréales constituent une des sources d'incertitude majeures dans le bilan carbone du système Terre. Les données recueillies par SMAP doivent réduire ces incertitudes en quantifiant la nature, l'étendue, la temporalité et la durée des transitions de gel/dégel. En améliorant la cartographie régionale et les prédictions des processus des écosystèmes des régions boréales et arctiques elles doivent également permettre de mieux comprendre comment les écosystèmes réagissent et affectent les changements environnementaux globaux.

### Les missions spatiales de mesure de l'humidité du sol précédentes
Deux missions spatiales, précédant SMAP et toujours opérationnelles début 2023, effectuent des relevés systématiques et globaux de l'humidité du sol :
- L'instrument japonais ASMR-E est installé à bord du satellite de la NASA Aqua placé en 2002 sur une orbite polaire. Ce radiomètre fonctionnant en bande C effectue des relevés avec une résolution spatiale de 56 kilomètres.
- Le satellite  SMOS de l'Agence spatiale européenne placé sur une orbite polaire en 2009 utilise un radiomètre fonctionnant en bande L pour effectuer des relevés avec une résolution spatiale de 35 à 50 kilomètres. Les observations en bande L permettent de mieux mesurer le sol dans la couche superficielle du sol (les cinq premiers centimètres) et est plus performant lorsqu'une végétation dense recouvre le sol.

## Historique du projet
La mission SMAP est proposée en 2001 sous l’appellation Hydros (Hydrosphere State) dans le cadre du programme de la NASA Earth System Science Pathfinder Competed Missions Program par Dara Entekhabi chercheur au Massachusetts Institute of Technology. Plusieurs études destinées à réduire le risque de ce projet sont menées jusqu'à l'annulation du projet en 2005 à la suite de réductions budgétaires au sein de la NASA. En 2007 le projet, rebaptisé Soil Moisture Active and Passive mission (SMAP) est une des quatre missions recommandées par le comité du Conseil national de la recherche des États-Unis en charge des sciences de la Terre et des applications spatiales. SMAP reprend les principaux objectifs et caractéristiques de Hydros. La durée de la mission primaire qui était de deux ans pour Hydros est portée à trois ans. Le projet est piloté par le Jet Propulsion Laboratory qui développe également la plateforme. Le Centre de vol spatial Goddard réalise les instruments. Après validation de la phase de conception en 2008, le projet entre dans la phase de formulation.  La revue de conception critique est franchie en juillet 2012 et l'intégration du satellite débute en mai 2013.

## Objectifs
Le satellite SMAP doit effectuer des mesures d'humidité du sol de la surface terrestre, ainsi que de leur état (gel-dégel). Placé sur une orbite héliosynchrone, SMAP réalise une couverture quasi complète du globe terrestre et repasse au-dessus de la même zone tous les 2 à 3 jours. Les mesures de SMAP seront couplées avec des modèles hydrologiques pour en déduire les conditions d'humidité au sol dans la zone racinaire. Ces mesures permettront aux utilisateurs de la communauté scientifique de :
- Comprendre les processus qui lient l'eau et les cycles énergétiques et carbonés.
- Estimer de façon globale la quantité d'eau et les flux d'énergie à la surface du sol terrestre.
- Quantifier le flux net de carbone dans les régions polaires.
- Améliorer les capacités de prévision météorologiques et climatiques.
- Développer les capacités de prévision des inondations et de gestion des sécheresses.

## Caractéristiques techniques du satellite

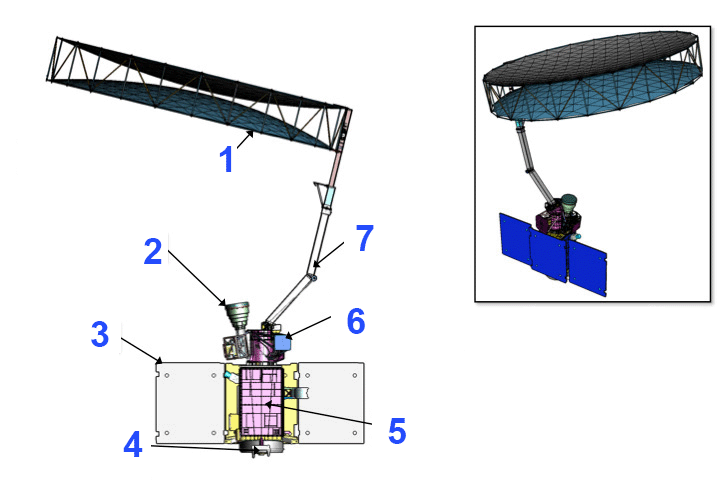
Schéma du satellite. 1 : réflecteur parabolique de 6 mètres de diamètre - 2 : Cornet d'alimentation du réflecteur - 3 : Panneaux solaires - 4 : Antennes radio en bande S et X - 5 : Plateforme du satellite - 6 : Mécanisme rotatif du réflecteur - 7 : Mat supportant le réflecteur (en position dépliée).

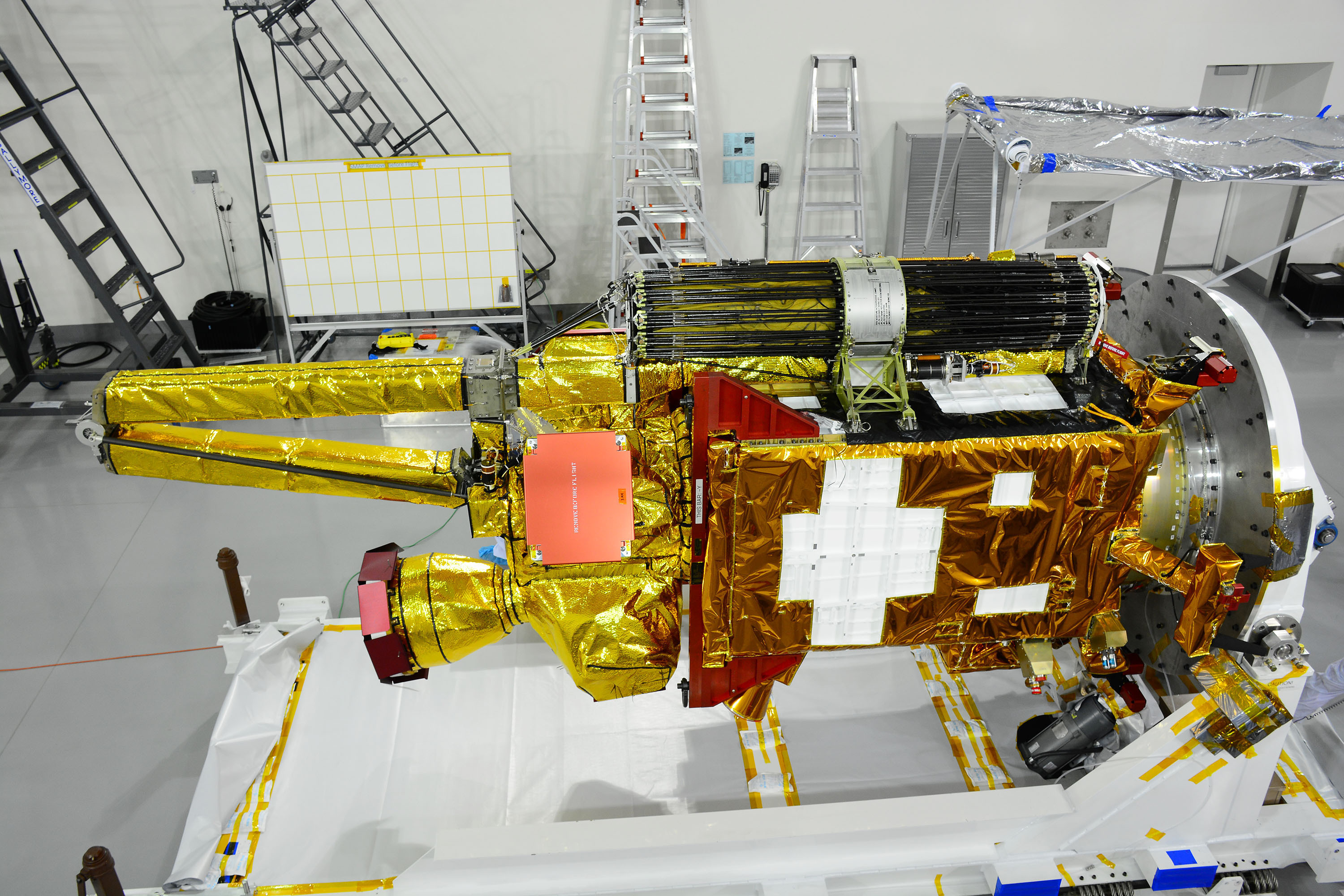
Le satellite en position couchée peu avant son assemblage avec son lanceur.

SMAP est un satellite stabilisé sur 3 axes. Sa plateforme sans ses appendices (réflecteur utilisée par les instruments, antenne radar, antennes de télécommunications, ...), est un parallélépipède haut de 1,5 mètre pour une section de 0,9 x 0,9 mètre. Sous la coiffe de son lanceur le satellite en position repliée tient dans une volume de 1,7 x 1,9 x 4,7 mètres. Dans l'espace, les dimensions hors tout du satellite sont de 9,7 x 7,1 x 6,8 mètres. La masse totale au lancement est de 944 kilogrammes dont 81 kilogrammes d'ergols et 151 kilogrammes pour les instruments et le réflecteur. Son énergie est produite par trois panneaux solaires utilisant des cellules photovoltaïques à l'arséniure de gallium d'une superficie totale de 7 m2 qui produisent début de mission 2 000 watts stockés dans quatre batteries lithium-ion d'une capacité totale de 78 A-h (50 A-h + 3 x 9 A-h). L'énergie produite permet d'alimenter les équipements et instruments qui absorbent au maximum 1 450 watts.
Pour contrôler son orientation  SMAP dispose de deux capteurs solaires grossiers utilisés juste après la séparation du satellite avec son lanceur, plusieurs capteurs solaires plus précis et un viseurs d'étoiles qui lui fournit une mesure précise à un dixième de degré près. L'orientation du satellite  est maintenue à l'aide de quatre roues de réaction de manière que l'axe de rotation des instruments soit pointé vers la surface de la Terre et les panneaux solaires soient dirigés vers le Soleil. Tous les deux ou trois mois, le satellite utilise ses huit petits-moteurs-fusées à ergols liquides (hydrazine) de 4,5 newtons de poussée pour corriger les dérives de son orbite. Ces manœuvres périodiques, qui gèlent l'orbite, permettent aux équipes au sol de rapprocher les données collectées entre deux périodes. La propulsion est également utilisée pour désaturer les roues de réaction,.
Les données scientifiques sont transmises aux stations terriennes en bande X avec un débit de 130 mégabits par seconde. Les télémesures qui comprennent les données sur l'état de santé du satellite sont de leur côté transmises en bande S à des débits plus faibles (2 et 513 kilobits par seconde. Les télécommandes élaborées par le centre de contrôle sont reçues en bande S avec un débit de 2 et 64 kilobits par seconde. Le transpondeur de la bande S est également utilisé pour déterminer l'orbite précise de SMAP par mesure de l'effet Doppler par des stations de suivi au sol (le satellite ne dispose pas de récepteur GPS). Le fonctionnement du satellite est contrôlé par un ordinateur monocarte radiodurci RAD750.
Les principaux sous-systèmes de SMAP ne bénéficient pas d'une redondance. Toutefois certains composants physiques existent en double comme l'émetteur en bande X, le transpondeur en bande S, la centrale à inertie, les moteurs-fusées, certains mécanismes d'ouverture de valves et la plupart des résistances chauffantes et des thermostats. Certaines sous-systèmes peuvent se substituer à d'autres en cas de défaillance : c'est le cas par exemple des capteurs solaires qui peuvent déterminer l'orientation du satellite à la place des viseurs d'étoiles (avec une précision bien plus faible).

## Instruments scientifiques

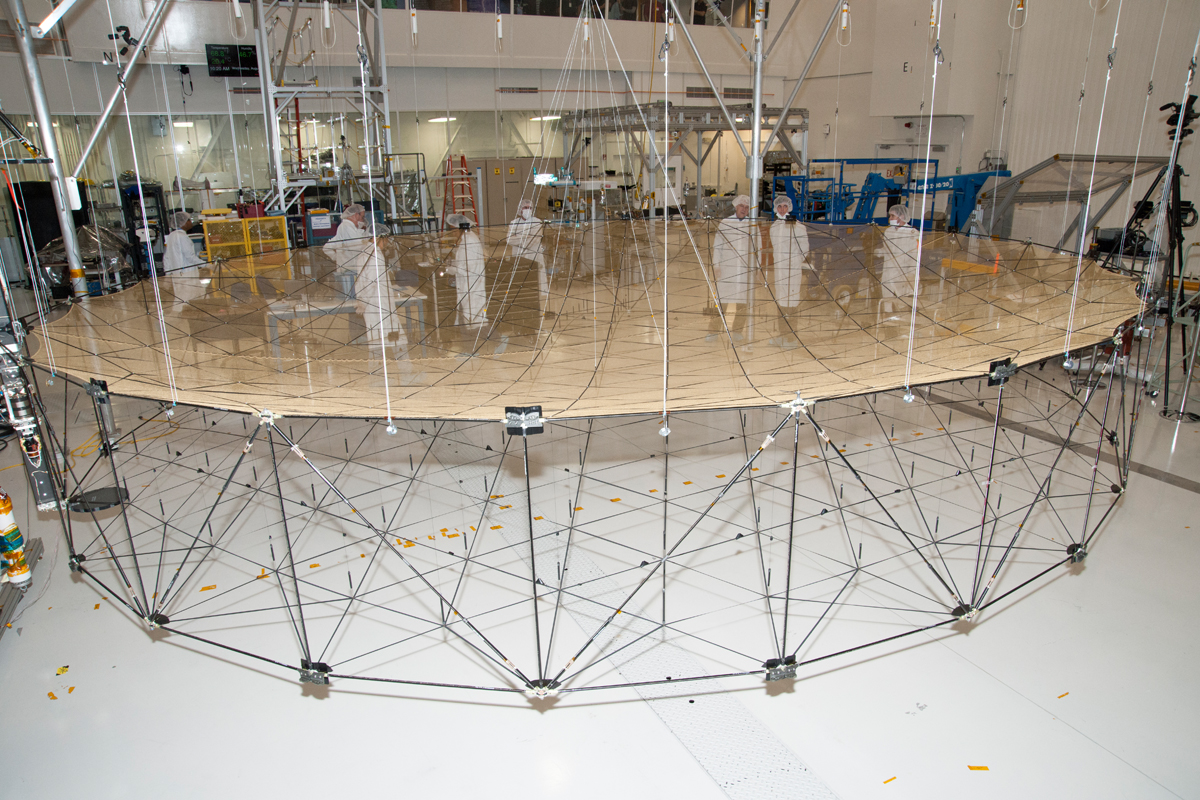
Le déploiement du réflecteur est testé au sol.

SMAP emporte deux instruments scientifiques qui partagent le même réflecteur  parabolique de 6 mètres de diamètre : un radiomètre passif fonctionnant en bande L (Micro-onde) permettant de mesurer avec une grande précision l'humidité du sol (3%) mais une résolution spatiale de 40 kilomètres et un radar à ouverture réelle utilisant plusieurs faisceaux polarisés en bande L dans la bande de fréquence 1,20–1,41 GHz qui permettent d'obtenir une résolution spatiale de 3 kilomètres au détriment de la précision de la mesure. Pour recueillir les signaux les deux instruments partagent le même réflecteur de 6 mètres de diamètre.

### Architecture technique
La plage de fréquences utilisée par le radiomètre est réservée par la réglementation internationale aux mesures passives mais elle est encadrée par des plages de fréquence utilisées par les contrôleurs aériens, le système GPS et les réseaux de téléphonie mobile. Dans le cas du radar, la plage de fréquences est partagée avec d'autres radars. Les premiers radiomètres embarqués à bord de satellite avaient un champ de vue large et une durée d'intégration du signal importante. Aussi les données produites étaient facilement contaminées par des  signaux parasites même émis très brièvement. Pour pallier ce problème les ingénieurs du centre de vol spatial Goddard, concepteurs des instruments, ont utilisé de nouvelles techniques : le signal est collecté avec une fréquence 1000 fois plus importante que nécessaire et le signal est intégré sur des durées variables ce qui permet de de détecter les interférences et de les soustraire sans dégrader de manière trop importante les données collectées. En ce qui concerne le radar, sa fréquence peut être modifiée en fonction de la position du satellite sur son orbite pour éviter ces interférences.

### Radiomètre
Le radiomètre de SMAP est un récepteur très sensible qui analyse le rayonnement électromagnétique produit par la surface de la Terre. Fonctionnant de manière passive il mesure les émissions dans une plage de fréquences (1,41 GHz) située dans la bande L (micro-ondes) dans laquelle l'eau apparait froide (100 kelvin) tandis que le sol sec semble relativement chaud (300 kelvin). Cette différence importante permet de déterminer le degré d'humidité du sol avec une précision de 4% (l'instrument effectue ses mesures avec une précision de 1,3 kelvin) en mesurant la "température" de la surface. L'instrument est étalonné une fois en orbite en effectuant des mesures sur des sites présélectionnés,.

### Radar
Le radar, contrairement au radiomètre, est un instrument actif. Il émet dans la bande L, sur la plage de fréquences 1215-1 300 MHz, 3000 pulsations par seconde et analyse le signal renvoyé par le sol. Les micro-ondes peuvent pénétrer d'une dizaine de centimètres dans le sol et renvoyer des données sur cette première couche du sol. L'onde réfléchie est plus puissante lorsque le sol est humide et la polarisation du signal électromagnétique est différente selon que le sol est sec ou humide. Le radar émet ses pulsations avec deux polarisations différentes, horizontale et verticale, ce qui permet d'obtenir une meilleure précision. L'instrument, pour atteindre le niveau de précision nécessaire, est de type radar à synthèse d'ouverture. Ce type de radar se caractérise par un traitement complexe  du signal qui exploite l'effet Doppler également dans le but d'améliorer sa précision,

### Réflecteur

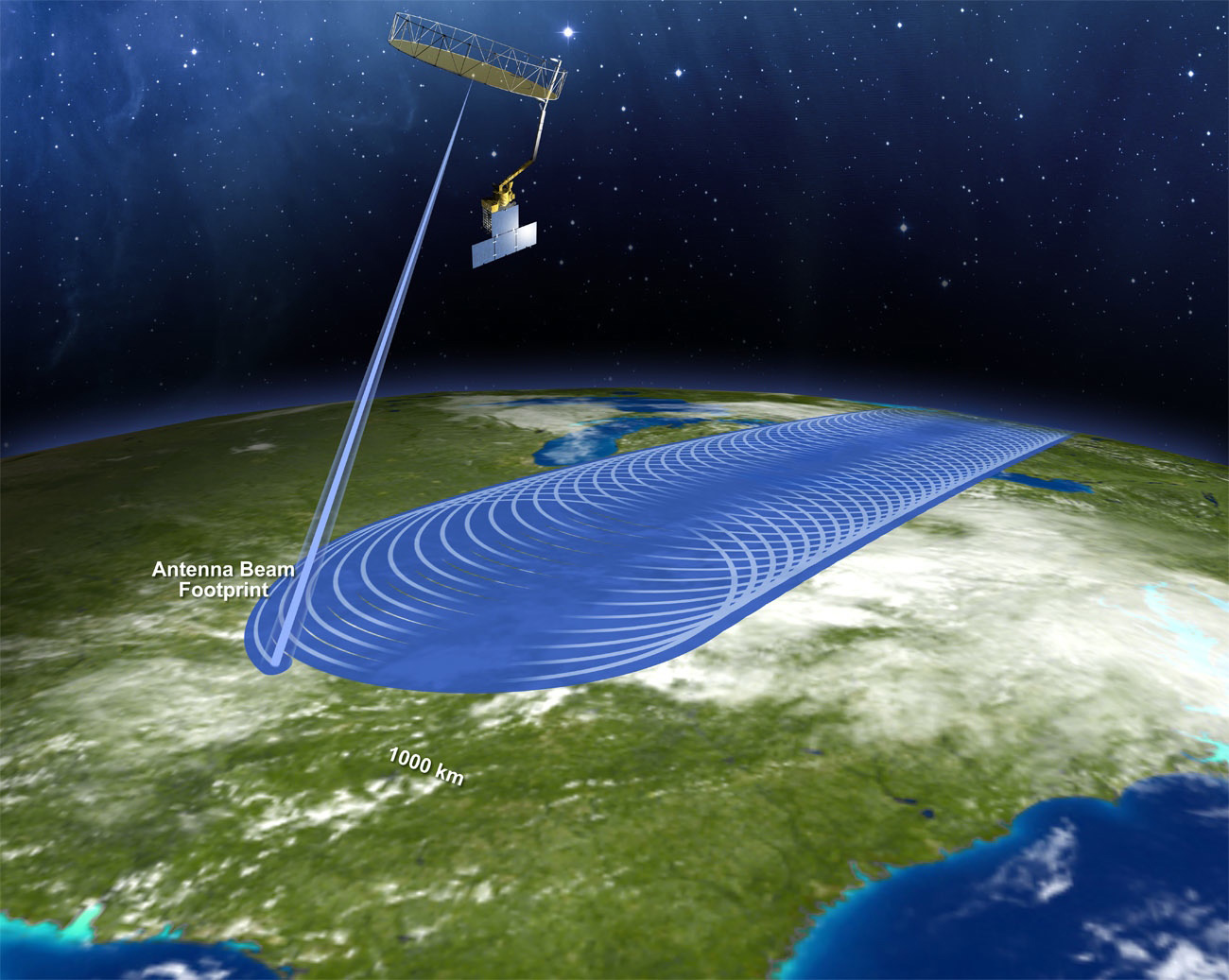
Trace au sol du signal radio collecté par le réflecteur. Sa rotation permet de collecter des données sur une largeur de 1000 km.

Pour répondre aux exigences de précision et de résolution spatiale tout en effectuant des mesures sur l'ensemble du globe tous les trois jours, SMAP utile une antenne rotative de 6 mètres de diamètre qui représente une première par sa compacité (au lancement) et sa légèreté. Cette antenne est constituée d'un treillis métallique déployable qui sous la coiffe du lanceur occupe un espace de seulement  30 sur 120 centimètres. L'antenne est fixée au satellite par une poutre déployée en orbite longue de 5 mètres. Après déploiement la surface de l'antenne obtenue s'écarte de seulement quelques millimètres de sa valeur nominale. L'ensemble constituée par l'antenne et la poutre pèse 58 kilogrammes.
L'angle de visée de l'antenne est dépointé par rapport à l'axe nadir du satellite. La poutrelle qui maintient l'antenne est fixée sur une plateforme qui est mise en rotation à la vitesse  de 14,6 tours par minute autour de l'axe. Ce mouvement imprimé à l'antenne permet à son faisceau d'effectuer un balayage conique qui permet après intégration d'obtenir une fauchée de 1 000 kilomètres. Ce réflecteur est développé par la société américaine Northrop Grumman,.

## Déroulement de la mission
SMAP est lancé par une fusée Delta II 7320-10C qui décolle le 31 janvier 2015 depuis la base de Vandenberg. Le satellite est placée sur une orbite héliosynchrone crépusculaire (le satellite coupe l'équateur à 6 heures du matin et du soir) à une altitude de 685 kilomètres. L'inclinaison orbitale est de 98,1°. Le 24 février 2015 le satellite déploie son  réflecteur de 6 mètres de diamètre. Le 7 juillet 2015, le radar cesse d'émettre un signal. Après enquête, la NASA annonce que l'anomalie provient du dispositif d'alimentation électrique basse tension de l'amplificateur haute puissance du radar. La nature et la source de l'anomalie demeurent toutefois incomprises. Après plusieurs tentatives infructueuses pour corriger l'anomalie la NASA renonce le 2 septembre 2015 à remettre en service le radar. Le radiomètre n'est pas affecté par cette panne et la NASA décide de poursuivre la mission avec uniquement cet instrument. La perte du radar affecte la résolution spatiale des mesures : celle-ci est de 40 kilomètres pour le radiomètre et de 9 km (humidité du sol) et 3 kilomètres (zones de gel/dégel) pour le radar. Par contre la précision de mesure du radiomètre est meilleure.
SMAP continue de recueillir des données courant 2023.

## Segment sol
SMAP collecte ses données de manière quasi continue. Celles-ci sont stockées dans une mémoire de masse et transmises aux satellites TRDS et aux stations terriennes du Near Space Network (NASA) en deux à trois sessions à chaque orbite. Les données sont étalonnées et traitées automatiquement par le  Jet Propulsion Laboratory et de manière plus accessoire (données géophysiques de niveau 4) par le centre de vol spatial Goddard. Les opérations du satellite (corrections d'orbite, surveillance des paramètres de fonctionnement, ...) sont réalisées par le centre de contrôle hébergé par le Jet Propulsion Laboratory. Les données finales sont stockées dans deux centres d'archives de la NASA qui sont chargés de les mettre à disposition du public,.

## Résultats
L'exploitation d'un an de données produites par SMAP a débouché sur une meilleure compréhension des processus à l'œuvre dans la couche superficielle du sol (les cinq premiers centimètres) qui bien que contenant une partie infime de l'eau présente sur Terre (0,001% du volume total) jouent un rôle majeur crucial pour l'agriculture, la météorologie, le climat et même la diffusion des maladies. Ces données on permis de confirmer la théorie selon laquelle l'assèchement de cette couche contribuait à accentuer les périodes chaudes et les vagues de chaleur. Elles ont permis d'estimer que, en moyenne, un septième de l'eau présente dans cette couche superficielle était conservée au bout de trois jours. Ce pourtant est plus important dans les régions les plus sèches.
- Carte de l'humidité du sol réalisées à l'aide des données collectées par SMAP
- Cartes de l'humidité du sol de l'ensemble de la planète réalisée à partir de données collectées entre le 2 avril 2015 et le 22 février
- Cartes de l'humidité du sol des régions arctiques réalisée à partir de données collectées entre le 2 avril 2015 et le 22 février.